# St. Jakob (Custenlohr)

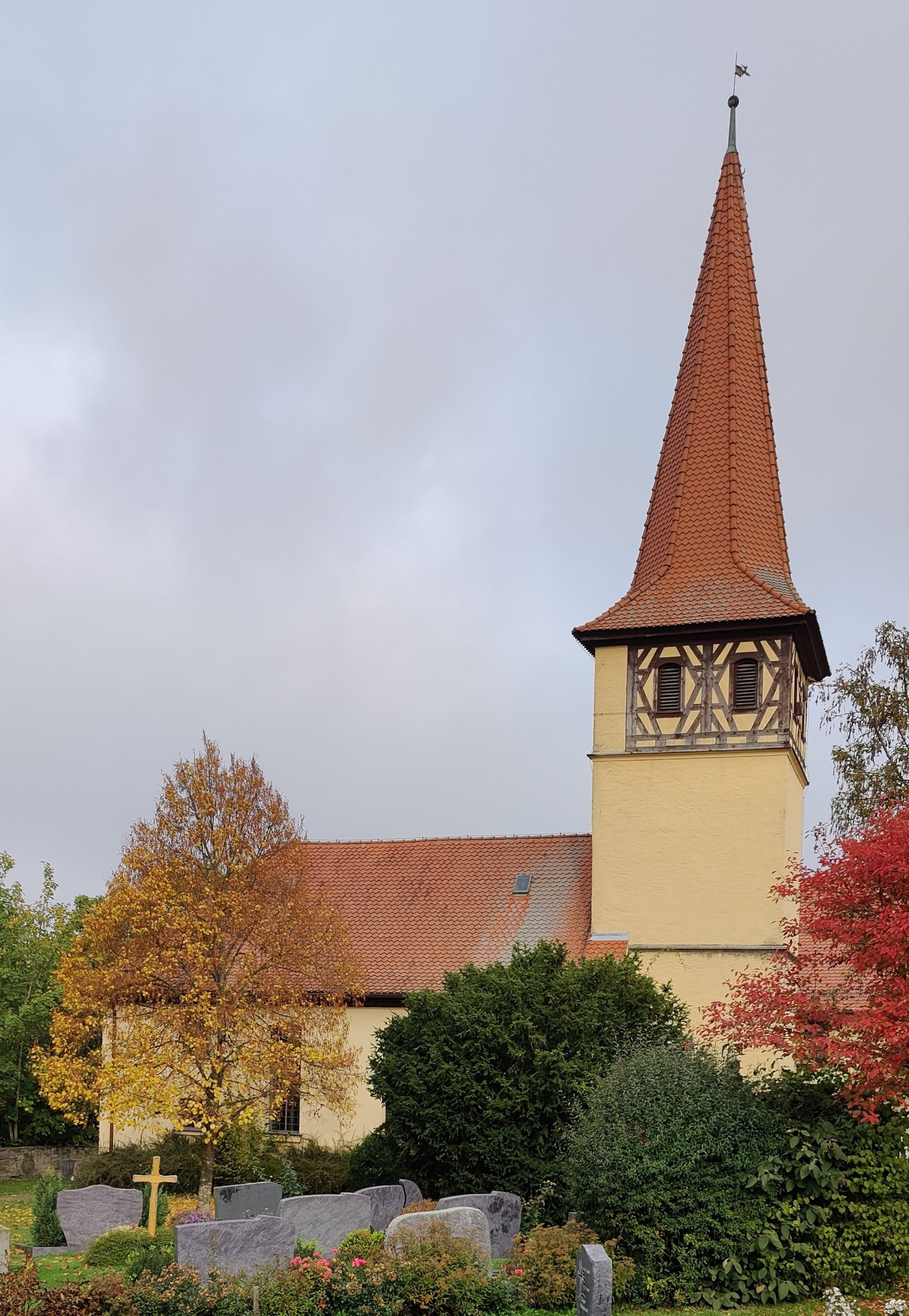
St. Jakob (Custenlohr)

Die evangelische Pfarrkirche St. Jakob ist ein denkmalgeschütztes Kirchengebäude, das in Custenlohr steht, einem Gemeindeteil der Stadt Uffenheim im Landkreis Neustadt an der Aisch-Bad Windsheim (Mittelfranken, Bayern). Das Bauwerk ist unter der Denkmalnummer D-5-75-168-100 als Baudenkmal in der Bayerischen Denkmalliste eingetragen. Die Filialkirche gehört zur Pfarrei Seenheim-Ermetzhofen im Dekanat Uffenheim im Kirchenkreis Ansbach-Würzburg der Evangelisch-Lutherischen Kirche in Bayern. Namensgeber der Kirche ist der Apostel Jakobus der Ältere.

## Beschreibung

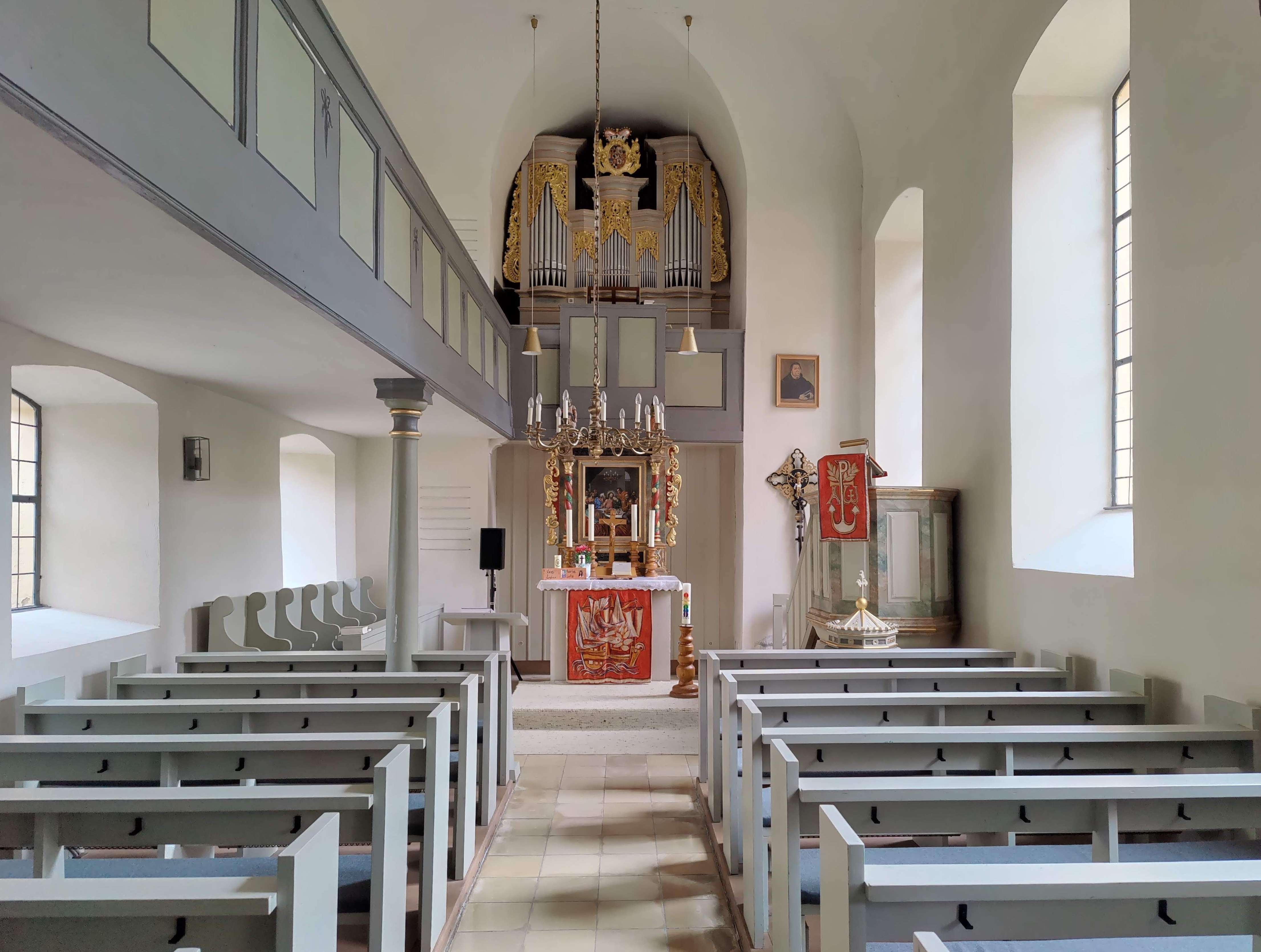
Innenraum (2022)

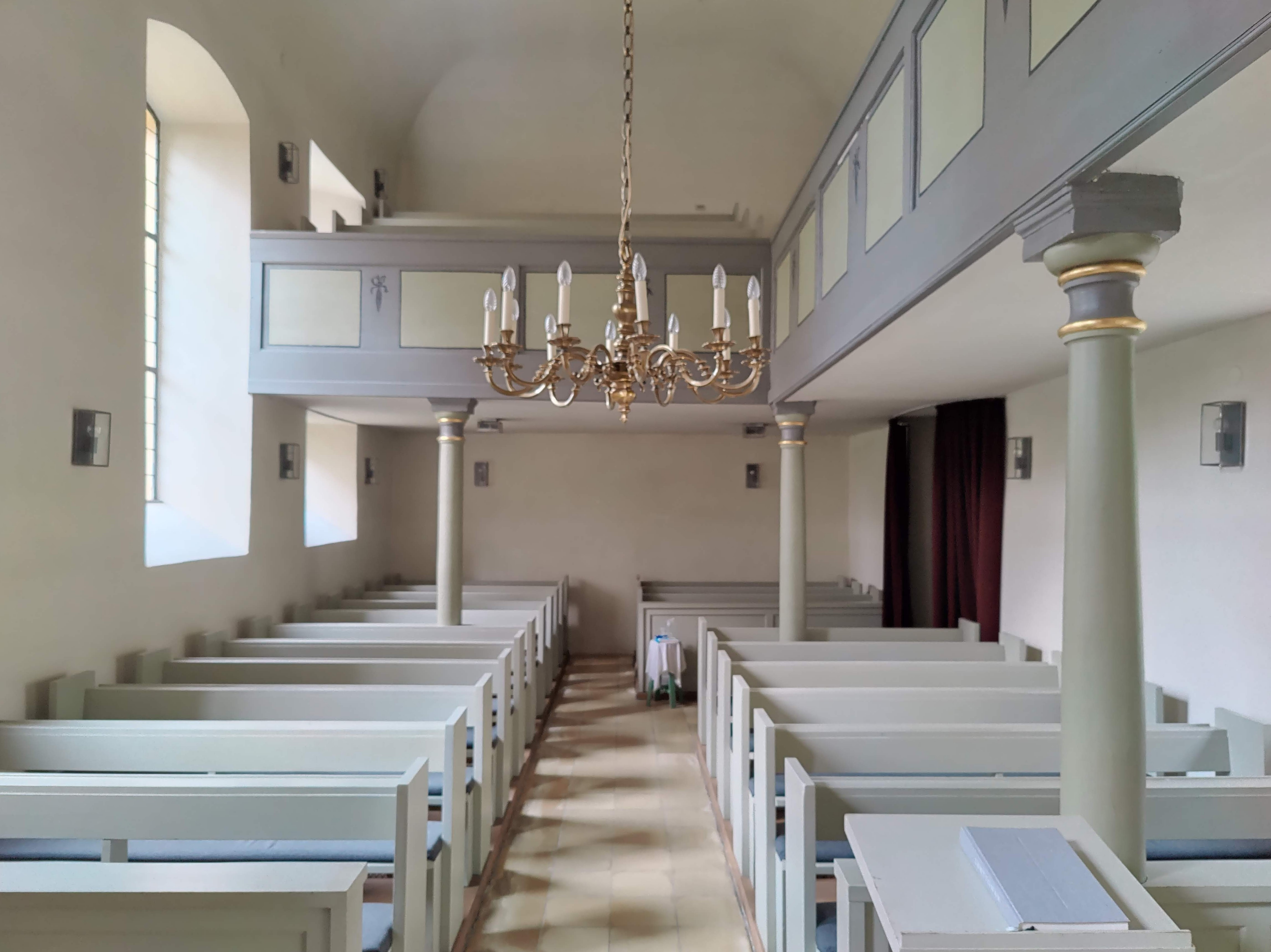
Innenraum

Der Chorturm ist im Kern mittelalterlich. 1598 wurde er mit einem Geschoss aus Holzfachwerk aufgestockt, das die Turmuhr und den Glockenstuhl beherbergt, und mit einem achtseitigen, spitzen Helm bedeckt. Das Langhaus ist mit einem Walmdach bedeckt. 1730 erfolgte ein Umbau im Markgrafenstil.
Der Innenraum des Chors, d. h. das Erdgeschoss des Chorturms, ist mit einem Kappengewölbe überspannt. Der Innenraum des Langhauses hat Emporen an drei Seiten und ist mit einem Tonnengewölbe überspannt. Der Altar stammt aus dem 17. Jahrhundert. Die Orgel erbaute Johannes Strebel 1916. Sie umfasst neun Register auf zwei Manualen und Pedal.